# 王子健 (心理學家)
王子健（Kenneth T. Wang，1972年9月19日—）是一位台裔美籍心理学家，专精完美主义和跨文化适应研究。 目前任职富勒神学院，担任临床心理学系教授，并兼任博士班主任。
他在台湾出生，在 5 - 10 岁期间随父母在阿拉巴马州塔斯卡卢萨就学，成为当地小学首位亚裔学生。这段童年时期的跨国经历启发他后来投入有关跨文化适应的学术研究。
1995年，他在台湾国立交通大学取得管理科学学士学位，此后决定转行心理学领域，到美国深造，在惠顿学院取得临床心理学硕士学位。
硕士毕业回台，先后在国立东华大学资源教室和国立台湾大学心理学系工作几年。他于2003年再度前往美国，在宾夕法尼亚州立大学深造，取得谘商心理学博士学位（辅修教育心理学，着重于评量和统计学）。

## 完美主义
王子健以完美主义相关研究而知名，主要贡献在于针对华人本土心理学的集体主义架构，发展出家庭完美主义的概念。 为使完美主义文献适用于华人家庭，他着手研究台湾的大学生之完美主义者类型， 又针对台湾的集体文化背景，修订“近乎完美量表”，以创建“家族近乎完美量表”，用来评量源自家族的完美主义。 FAPS 先在亚裔美国人和美国白人样本中得到验证，进而获得国际认可，已有十余种语言版本。

## 跨文化适应
王子健在跨文化心理适应的研究贡献卓著，特别是针对在美国的国际学生。 他领先针对国际生，采用增长混合模型进行纵向研究，发现在长期文化适应过程中，个体差异具有显著性。
在实证研究之外，他在跨文化适应相关理论模型和措施方面的发展贡献良多。他创建了国际友好校园量表（International Friendly Campus Scale），将对国际生适应的了解，从学生个人特质，转移到校园等外部环境的影响。 他还编制了跨文化损失量表（Cross Cultural Loss Scale），将跨文化时遭遇到的挑战，概念化为无法避免的损失，鼓励国际生不为此自责，而是面对它并寻求重新发展。
此外，他在《美国心理学会谘商心理学手册》中，专章介绍提升跨国文化能力模型（Cross-National Cultural Competency）。该模型整合了多个因素（例如个性、态度、应对方式、沉浸体验以及对文化经历的认知和情感处理），增进了对跨文化能力发展的全面性理解。

## 个人生活
王子健已婚，育有两个孩子。

## 奖项与荣誉
- 2023年，荣获美国心理学会谘商心理组国际分会杰出贡献奖。[7]
- 2023年，获颁美国心理学会院士。[13]

## 刊物
王子健发表（自撰或合着）近100篇期刊论文或书籍，被引用近8000次。 代表性著作如下：
书籍：
- Heppner, P. P., Wampold, B. E., +Owen, J. J., +Thompson, M. N., & +王子健 (2015). 咨询心理学的研究设计 (4th ed.). Belmont, CA: Thomas Brooks/Cole. [+同等贡献，作者依英文字母顺序排列]

期刊论文：
- 王子健（2007）。台湾中国大学生的完美主义：心理健康与成就动机的研究。Personality and Individual Differences，42，1279-1290。 https://doi.org/10.1016/j.paid.2006.10.006
- 王子健（2010）。 《家庭近乎完美量表：发展、心理测量特性以及亚裔和欧洲裔美国人的比较》。Asian American Journal of Psychology，1, 186-199。 https://doi.org/10.1037/a0020732
- 王子健、Heppner PP、付筑君、赵然、李非寒. 和庄智钧 (2012)。中国留学生的文化适应模式概况。Journal of Counseling Psychology，59, 424-436。 https://doi.org/10.1037/a0028532
- 王子健、Wong, YJ 和 付筑君 (2013)。完美主义和歧视对人际因素和自杀意念的调节作用。Journal of Counseling Psychology，60，367-378。 https://doi.org/10.1037/a0032551
- 王子健、李非寒.、Wong, YJ、Hunt, EN、Yan, GC 和 Currey, DE (2014)。国际友好校园量表：发展和心理测量评估。International Journal of Intercultural Relations，42, 118-128。 https://doi.org/10.1016/j.ijintrel.2014.05.004
- 王子健、Sheveleva, MS 和 Permyakova, TM (2019)。俄罗斯学生中的冒名顶替综合症：完美主义与心理困扰之间的联系。Personality and Individual Differences，143，1-6。 https://doi.org/10.1016/j.paid.2019.02.005
- 王子健、魏美芬、赵然.、庄志钧、李非寒. (2015)。跨文化损失量表：发展和心理评估。Psychological Assessment，27, 42-53。 https://doi.org/10.1037/pas0000027
- 王子健、谢中垚、Parsely, AC 和 Johnson, AM (2020)。中国多种信仰信徒的宗教完美主义量表：发展与心理测量分析。Journal of Religion & Health，59，318-333。 https://doi.org/10.1007/s10943-019-00784-z
- 王子健 和 Goh M. (2020)。文化智慧。摘自 BJ Carducci（主编）和 JS Mio 和 RE Riggio（卷编辑），The Wiley-Blackwell encyclopedia of personality and individual differences: Vol. IV. Clinical, applied, and cross-cultural research。Hoboken, NJ: John Wiley & Sons。
- 王子健、Cowan, K.、Eriksson, CB、Januzik, M. 和 Conant, M. (2022)。 COVID-19 期间受苦群体的宗教观点。Religions，13(5), 453。 https://doi.org/10.3390/rel13050453